# لي هندرسون
لي هندرسون هو صحفي وكاتب ومؤلف كندي، ولد في 1974 في ساسكاتون في كندا.